# Chlorostilbon russatus
Chlorostilbon russatus là một loài chim trong họ Trochilidae.